# Qadis (huyện)
Qadis là một huyện thuộc tỉnh Badghis, Afghanistan. Dân số thời điểm năm 1999 là 62,908 người.